# Les Tortugues Ninja (pel·lícula de 1990)
Les Tortugues Ninja (títol original en anglès: Teenage Mutant Ninja Turtles) és una pel·lícula estatunidenca i de Hong Kong dirigida per Steve Barron el 1990. Quatre petites tortugues perdudes accidentalment als embornals de Nova York que han entrat en contacte amb un líquid anomenat mutagen. La substància els fa créixer tant en talla com en intel·ligència. Acaben per prendre una forma humanoide. El seu sensei, una rata també contaminada per la substància, resulta ser un expert en arts marcials i la seva firma l'art ninja. Les tortugues esperen 15 anys abans de lliurar el seu primer combat fora embornals amb la finalitat de seguir la seva formació. Topen amb una banda de bandits sorpresos en flagrant delicte per una jove periodista, April O'Neil, que esdevindrà a continuació la seva millor amiga. Ha estat doblada al català.
Els noms Raphael, Leonardo, Michelangelo i Donatello són els de quatre grans artistes del Renaixement italià: el pintor i arquitecte Rafael, els pintors-escultors-arquitectes Leonardo da Vinci i Miquel Àngel i finalment l'escultor Donatello. El vestuari ha estat creat per Jim Henson (The Muppet Show - Jim Henson's Creature Shop). Desgraciadament, aquest últim va morir durant el rodatge. El seu fill va prendre el relleu. El segon film també farà servir els serveis de la societat Henson's CS, però no el tercer, per raons desconegudes.

## Argument
Un clan de lladres silenciosos fa estralls al cor de Nova York. En plena investigació sobre aquests misteriosos malfactors, la periodista April O'Neil és salvada d'una agressió per Raphael, una de les quatre tortugues humanoides que viuen als embornals amb Splinter, una rata experta en arts marcials. Amb l'ajuda d'April i de Casey Jones, un justicier auto-proclamat de mètodes dubtosos, les Tortugues Ninja hauran d'enfrontar-se al clan d'Oroku Saki àlies Shredder, un vell enemic del seu mestre.

## Repartiment
- Josh Pais: Raphael
- David Forman: Leonardo
- Michelan Sisti: Michelangelo
- Leif Tilden: Donatello
- Judith Hoag: April O'Neil
- Elias Koteas: Casey Jones
- Raymond Serra: Cap Sterns
- Jay Patterson: Charles Pennington
- James Saito: Oroku Saki / Shredder
- Sam Rockwell: Cap de la banda
- Kitty Fitzgibbon: June
- Cassandra Ward-Freeman: Secretari de Charles
- Mark Jeffrey Miller: Tècnic
- Kevin Clash: Splinter (veu)
- Toshishiro Obata: Tatsu
- Michael Turney: Danny Pennington

## Producció
Es tracta de la primera adaptació cinematogràfica dels còmics de Kevin Eastman i Peter Laird. Llançada a continuació de l'enorme èxit de la sèrie animada, respecta més el concepte dels còmics originals publicats pels seus creadors des de 1984. Així :
- El japonès Hamato Yoshi ha fugit del país amb la seva esposa per amagar-se del seu enemic jurat Oroku Saki que, també, feia la cort a la jove. A la sèrie animada, Yoshi ha abandonat el Japó després d'haver estat amagat per Saki a continuació injustament expulsat del clan del qual formava part.
- Splinter era el ratolí domèstic de Yoshi i va caure als embornals de Nova York després de l'assassinat del seu mestre, contràriament a la sèrie en la qual Splinter és de fet Yoshi transformat en rata després del contacte amb el mutàgen.
- Els soldats del Futbol Clan són verdaders homes mentre que són robots a la sèrie.

Cada actor que encarna una Tortuga ninja ha fet un altre paper, sense vestuari, al film :
- Michelangelo = repartidor de pizza del començament
- Leonardo = cap de la banda, que parla a Casey al final al magatzem de Lairdman Island
- Donatello = missatger futbol qui dona una bufetada a April a la parada de metro
- Raphael = client del taxi, quan Raph segueix Casey al començament

El rodatge ha tingut lloc entre juliol i setembre de 1989, principalment a Carolina del Nord. Només alguns exteriors han estat dirigidas a Nova York (sobretot a Times Square, l'Empire State Building, el Hudson…).

## Banda sonora
A més de la música de John Del Prez, el film conté diverses cançons de rap, techno o new jack swing. Són presents en l'àlbum Teenage Mutant Ninja Turtles: The Original Motion Picture Soundtrack.
Llista títols
1. "This Is What We Do" - MC Hammer
2. "Spin That Wheel" - Hi Tek 3
3. "Family" - Riff
4. "9.95" - Spunkadelic
5. "Turtle Power" - Partners in Kryme
6. "Let The Walls Come Down" - Johnny Kemp
7. "Every Heart Needs A Home" - St. Paul
8. "Shredder's Continuació" - John Del Prez
9. "Splinter's Tale I & Splinter's Tale II" - John Del Prez (Kevin Clash)
10. "Turtle Rhapsody" - Orquestra the Half Shell

## Picades d'ull
- April O'Neil, la reportera, va acompanyada de dos col·legues, nomenada June (juny) i Jully (juliol).
- A la VO, un dels joves, testificant al final del film al cap Stern, diu que la resposta a totes les seves qüestions es troba al magatzem de Lairdman Island. És una picada d'ull a Peter Laird i Kevin Eastman, creadors del còmic original.
- Quan April es desperta a casa de les tortugues, creu en principi que està somiant i es lamenta que preferia somiar amb Harrison Ford.
- Quan Casey Jones apareix, Michelangelo diu que s'assembla a un esteroide » en referència al seu estic d'hoquei sobre gel.